# Senningbach
Der Senningbach ist ein über das Krumpenwasser abfließender linker Zubringer zur Donau bei Stockerau in Niederösterreich.
Der Senningbach entspringt nördlich des Ortes Merkersdorf nahe dem Ernstbrunner Wald, nimmt nach mehreren kleineren Zuflüssen nordöstlich vor Maisbirbaum den Moosgraben auf, dann im Ort den Maisbirbaumer Bach, der ebenso beim Ernstbrunner Wald entspringt, nach dem Dornberggraben und dem Zeiselberggraben am Ortsanfang von Bruderndorf schließlich den links zufließenden Bruderndorfer Bach, weiters die aus den gleichnamigen Orten abfließenden Bäche Niederfellabrunner Bach und Niederhollabrunner Bach und nach einem Schwenk nach Westen in Streitdorf den aus Norden kommenden Streitdorfer Bach. Vor der Passage des namensgebenden Ortes Senning mündet rechts der Mugler Bach ein, der zusammen mit dem Ottendorfer Bach das Gebiet um Großmugl entwässert. In Senning wendet sich der Senningbach wieder nach Süden und durchfließt Hatzenbach, wo links der Hatzenbach zufließt und er endet letztlich bei Stockerau, wo er in der dort gelegenen Donau-Auen abfließt. Sein Einzugsgebiet umfasst 158,8 km² in weitgehend offener Landschaft.